# Referendum in het Verenigd Koninkrijk over het lidmaatschap van de Europese Unie
Het referendum over het EU-lidmaatschap van het Verenigd Koninkrijk werd gehouden op 23 juni 2016. Kiezers in het Verenigd Koninkrijk werd daarbij gevraagd naar hun steun voor het lidmaatschap van hun land binnen de Europese Unie (EU). Een kleine meerderheid (51,9%) stemde voor uittreding uit de EU, doorgaans aangeduid als brexit.
Het stemgedrag verschilde sterk per gebied. In Engeland en Wales stemde een  meerderheid voor een vertrek ("leave") uit de EU. In Schotland, Noord-Ierland en Gibraltar stemden de meeste kiezers voor het lidmaatschap ("remain"). Opvallend was ook dat ouderen in grote meerderheid voor vertrek uit de EU stemden, terwijl jongere kiezers juist voor het lidmaatschap kozen.
Formeel was het een niet-bindend referendum. De regering had echter vooraf beloofd het resultaat van het referendum te zullen respecteren. Voor het uittreden geldt de procedure van artikel 50 van het Verdrag betreffende de Europese Unie. Op 31 januari 2020 om 00:00 Midden-Europese Tijd uur traden de Britten uit de EU.

## Achtergrond
Het Verenigd Koninkrijk van Groot-Brittannië en Noord-Ierland werd in 1973 een lidstaat van de Europese Economische Gemeenschap (EEG), thans de Europese Unie. In 1975 werd een referendum over het lidmaatschap van het land gehouden, waarbij een meerderheid van de Britse bevolking aangaf binnen de EEG (EU) te willen blijven. Over het Britse lidmaatschap van de EU zijn niettemin door de jaren heen veel controverses blijven bestaan. 
Na de Lagerhuisverkiezingen van 2015 beloofde de herkozen premier van het Verenigd Koninkrijk, David Cameron, voor het eind van 2017 een 'in/uit-referendum' te houden over het Britse lidmaatschap van de EU. Hiermee loste hij een belofte in uit het verkiezingsprogramma van zijn Conservatieve Partij. Het plan werd officieel aangekondigd tijdens de troonrede (Queen's Speech) van 27 mei 2015. Op 20 februari 2016 gaf Cameron te kennen dat het referendum gehouden zou worden op 23 juni dat jaar.

## Het referendum

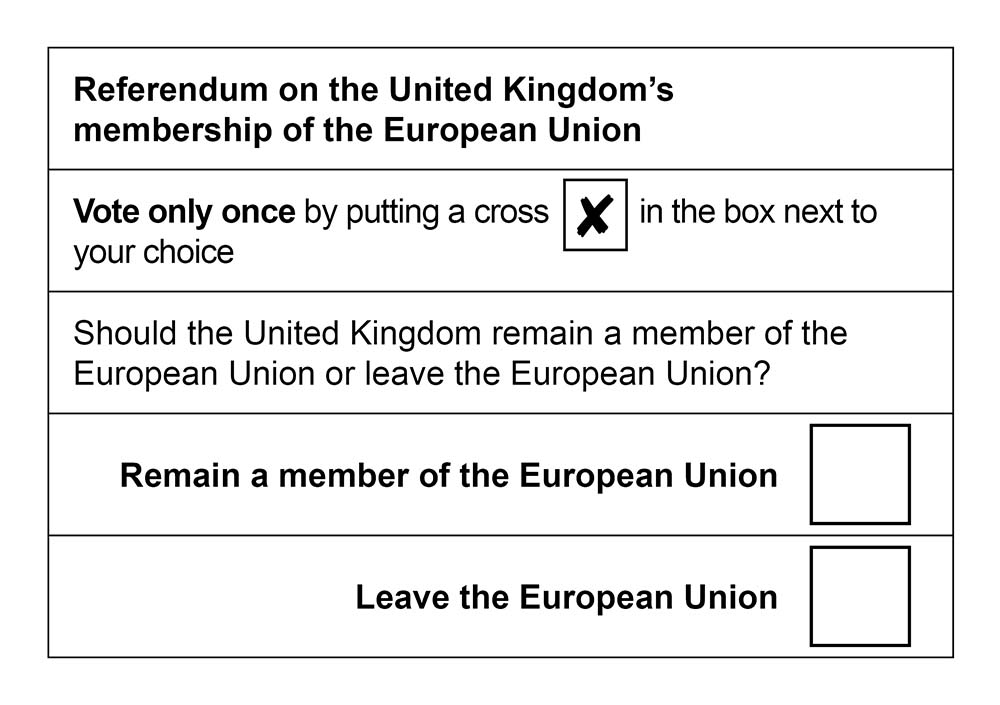
Stembiljet

De wettelijke grondslag voor het referendum was vastgelegd in de European Union Referendum Act 2015 van 28 mei 2015, die in het Lagerhuis werd ingediend door de minister van Buitenlandse Zaken Philip Hammond en door het Hogerhuis werd aangenomen op 14 december 2015. 
De vraag die aan het electoraat werd voorgelegd luidde:
"Moet het Verenigd Koninkrijk lid blijven van de Europese Unie of de Europese Unie verlaten?"
Gekozen kon worden uit "Blijft een lid van de Europese Unie" ("Remain a member of the European Union") en "Verlaat de Europese Unie" ("Leave the European Union").
Deze vraag en antwoorden werden vastgesteld op 7 september 2015. De volksraadpleging werd gehouden in alle vier landen binnen het Verenigd Koninkrijk (Engeland, Wales, Schotland en Noord-Ierland) en in Gibraltar.

## Aanloop

### Campagnes
Drie campagnes werden gevoerd omtrent het brexitreferendum: een voor in de EU blijven, gesteund door de regering-Cameron, en twee voor uittreding.
Premier Cameron gaf aan voor een voortgezet EU-lidmaatschap te zijn, mits er werd tegemoetgekomen aan de onderhandelingsvoorwaarden van het Verenigd Koninkrijk, onder meer ten aanzien van fiscale voordelen van werknemers uit andere EU-lidstaten op Brits grondgebied. Toezeggingen op deze terreinen verkreeg hij op de Europese top die direct vóór zijn aankondiging van het referendum plaatsvond. Critici evenwel vonden de toezeggingen niet ver genoeg gaan. 
De Schotse premier Nicola Sturgeon had in aanloop naar het referendum meermalen duidelijk gemaakt dat na een Britse uittreding uit de EU (Schotland was daar niet voor) de weg open zou liggen naar een nieuw referendum over wel of geen onafhankelijk Schotland (als opvolger van het referendum uit 2014).
De voorstanders van een brexit verenigden zich in twee campagnes. De ene werd georganiseerd door de politieke partij UKIP, geleid door Nigel Farage, de andere, met als motto's Vote Leave en Take back control ("neem de regie terug") door Boris Johnson, voormalig burgemeester van Londen, Michael Gove, minister en Lord Chancellor, en op de achtergrond politiek adviseur Dominic Cummings, die eerder campagne had gevoerd tegen invoering van de euro.
Op 16 juni werden de campagnes rond het referendum acuut opgeschort, na de moord op het Labour-parlementslid Jo Cox. Drie dagen lang waren er geen campagne- of debatbijeenkomsten.

### Standpunt per partij
| Standpunt | Politieke partijen                        | Politieke partijen                 | Politieke partijen                 |
| --------- | ----------------------------------------- | ---------------------------------- | ---------------------------------- |
| Remain    |                                           | Alliance Party of Northern Ireland | Alliance Party of Northern Ireland |
| Remain    |                                           | Green Party                        | England and Wales                  |
| Remain    | Northern Ireland                          | Green Party                        |                                    |
| Remain    | Scotland                                  | Green Party                        |                                    |
| Remain    | Labour Party                              |                                    |                                    |
| Remain    | Liberal Democrats                         |                                    |                                    |
| Remain    | Plaid Cymru – The Party of Wales          |                                    |                                    |
| Remain    | Scottish National Party (SNP)             |                                    |                                    |
| Remain    | Sinn Féin                                 |                                    |                                    |
| Remain    | Social Democratic and Labour Party (SDLP) |                                    |                                    |
| Remain    | Ulster Unionist Party (UUP)               |                                    |                                    |
| Leave     |                                           |                                    |                                    |
|           | Democratic Unionist Party (DUP)           |                                    |                                    |
|           | People Before Profit Alliance (PBP)       |                                    |                                    |
|           | Traditional Unionist Voice (TUV)          |                                    |                                    |
|           | UK Independence Party (UKIP)              |                                    |                                    |
| Neutral   |                                           | Conservative Party                 | Conservative Party                 |

### Peilingen

Peilingen

Peilingen die zijn gehouden sinds 2010 gaven te zien dat het Britse volk verdeeld is over de kwestie. In november 2012 was een meerderheid voor uittreding, terwijl in juni 2015 een meerderheid aangaf voor voortzetting van het EU-lidmaatschap te zijn.. Sinds het referendum is er tot de oorspronkelijke uittredingsdatum van 29 maart 2019 steevast een meerderheid voor het blijven in de EU.

## Uitslag
Het referendum is met 51,9% tegen 48,1% gewonnen door het 'leave'-kamp, wat betekent dat het parlement zal moeten beslissen of het Verenigd Koninkrijk op termijn al dan niet uit de EU zal treden. In totaal stemden 17.410.742 kiezers voor uittreden en 16.141.241 voor blijven. De opkomst was 72,2%.
In drie van de twaalf regio's (Groot-Londen, Schotland en Noord-Ierland) kreeg het 'remain'-kamp een meerderheid. In de andere negen regio's kreeg het 'leave'-kamp een meerderheid. In 1975, bij het eerste referendum in het Verenigd Koninkrijk, waren Schotland en Noord-Ierland nog de gebieden met het minste enthousiasme voor Europa. Opvallend waren de grote regionale verschillen in de uitslagen. In Lambeth (in Inner-London) stemde 79% voor 'remain', terwijl in Boston (aan de Engelse oostkust) zo'n 76% voor 'leave' stemde. Verder valt op dat men eerder voor 'remain' stemde in gebieden aan de randen van het land (Schotland, Noord-Ierland, delen van Wales en Cornwall), in gebieden waar meer hoogopgeleide en rijkere mensen wonen (Cambridge), in de zogenaamde Metropolitan-gebieden (zoals Inner-London) en in studentensteden (Newcastle upon Tyne). In grote delen van Noord-Engeland, The Midlands en het oosten van Engeland (veelal tot voor kort Labour-gebieden) behaalde het 'leave'-kamp daarentegen een grote overwinning (typisch zo'n 60% tegen 40%).

## Reacties
Enige uren na de uitslag kondigde de Britse premier Cameron aan dat hij in oktober zou aftreden om de weg vrij te maken voor een toekomstige premier die de uittredingsonderhandelingen met de EU moest gaan leiden. Pas dan zou Artikel 50 van het Verdrag betreffende de Europese Unie (en de termijn van twee jaar) formeel in werking treden. Ook de drie leiders van de officiële 'leave'-campagne wilden Artikel 50 pas op dat moment in werking doen treden. De leiders van de EU zijn een tegengestelde mening toegedaan. De voorzitter van de Europese Commissie Jean Claude Juncker gaf aan dat Artikel 50 zo snel mogelijk in werking moest gesteld worden om de onzekerheid zo kort mogelijk te laten duren.  
De Schotse premier Nicola Sturgeon gaf enige uren na de uitslag aan dat Schotland deel wilde blijven uitmaken van de Europese Unie. Om dat te bereiken was voor haar een tweede referendum over de onafhankelijkheid van Schotland (na het vorige uit 2014) een mogelijk gevolg. Daags na de overwinning van het Brexit-kamp liet ze weten dat de Schotse regering de procedure voor een dergelijk referendum in gang zou zetten.
De Spaanse premier Mariano Rajoy Brey greep de uitslag aan om de Britse soevereiniteit over Gibraltar opnieuw ter discussie te stellen. Hij baseerde zich op de overweldigende 'remain'-stem van 95,5% in Gibraltar en pleitte voor een gedeelde soevereiniteit met Spanje.
Rond de 4,0 miljoen (status 28 juni 2016) mensen tekenden in de eerste dagen na het referendum een petitie voor een nieuw referendum. Zij zijn van mening dat bij het vorige referendum te weinig mensen gestemd hebben en te weinig voor een vertrek uit de EU om de uitslag geldig te verklaren. Zij vinden dat er een nieuw referendum gehouden moet worden waaraan minstens 75% van de kiesgerechtigden moet meedoen en minimaal 60% van de kiezers voor of tegen gestemd moet hebben om de uitslag geldig te verklaren. Bij 10.000 ondertekenaars is de regering verplicht om met een reactie te komen en bij minimaal 100.000 ondertekenaars dient het voorstel in het parlement besproken te worden. Het is overigens nog onduidelijk hoeveel Britten rechtmatig aan de petitie hebben deelgenomen. Premier Cameron meldde op 27 juni dat er, als het aan het kabinet ligt, geen nieuw referendum komt.
De financiële markten en de bookmakers hadden geen rekening gehouden met deze uitslag. In de laatste dagen voor het referendum en op de dag zelf was de koers van het Britse pond sterk opgelopen tot 1,50 tegenover de Amerikaanse dollar in de verwachting dat remain zou winnen. Toen 's nachts de uitslag langzamerhand duidelijk werd, zakte de koers van het pond op de Aziatische markten tot 1,34, de laagste in 31 jaar.